# معركة القصر
معركة القصر وهي معركة جرت بين قوات الجيش العراقية والفلسطينية من جهة وقوات الجيش الاسرائيلية من جهة أخرى في 20 أيلول 1948 قرب بلدة القنير العربية في إسرائيل حاليا. وسميت بمعركة القصر لوجود برج مهجور قديم بالقرب من مكان المعركة وشاركت في المعركة المذكورة جميع القطعات العسكرية العراقية المتواجدة في القطاع الغربي لوادي عارة مع سرايا فوج الكرمل وبالاخص سرية خطاف وقاد المعركة المذكورة الرئيس خليل جاسم الدباغ الذي كان يدير المعركة بنفسه متصدرا قواته. استمرت المعركة ليوم واحد وبالرغم من شدة الهجوم فلقد توقف ليلاً وأنسحبت القوات العراقية والفلسطينية بطريقة منتظمة لافساح المجال أمام المدفعية العراقية للقيام بدورها بعد أن خشى قائد القوات العراقية من قصف المدفعية العراقية لقواتهِ بالخطأ لاقترابها الشديد من مواضع قوات الجيش الإسرائيلي المتحصنة.